# Lista de aves de Angola
Esta é uma lista das 988 aves encontradas em Angola.
Observações:
- A lista segue a taxonomia da African Bird Club[1];
- Um único nome comum, têm carácter meramente instrumental e de restrição do tamanho do artigo, não deve ser levado como tentativa de normalização;
- Para outros nomes comuns, sinónimos e subespécies, vide o artigo de cada espécie em particular.

Legenda:
- VU = Vulnerável
- NT = Quase-ameaçado
- EN = Ameaçado
- DD = Dados insuficientes
- E = Endémica
- I = Introduzida
- VA = Vagante

## OrdemStruthioniformes
Família Struthionidae
- Struthio camelus - Avestruz

## OrdemSphenisciformes
Família Spheniscidae
- Spheniscus demersus, Pinguim-do-cabo, VU

## OrdemPodicipediformes
Família Podicipedidae
- Tachybaptus ruficollis, Mergulhão-pequeno
- Podiceps cristatus, Mergulhão-de-crista
- Podiceps nigricollis, Mergulhão-de-pescoço-preto, VA

## OrdemProcellariiformes
Família Diomedeidae
- Thalassarche chlororhynchos, Albatroz-de-nariz-amarelo, VA
- Thalassarche chrysostoma, Albatroz-de-cabeça-cinza, VU, VA
- Thalassarche cauta, Albatroz-arisco
- Thalassarche melanophris, Albatroz-de-sobrancelha, VA
- Diomedea exulans, Albatroz-gigante

Família Procellariidae
- Macronectes giganteus, Petrel-gigante, VU, VA
- Macronectes halli, Petrel-gigante-do-norte, NT
- Daption capense, Pomba-do-cabo
- Pterodroma macroptera, Fura-buxo-de-cara-cinza, VA
- Pterodroma mollis, Freira, Raro/acidental
- Pachyptila desolata, Prion-antárctico
- Procellaria aequinoctialis, Pardela-preta
- Calonectris diomedea, Bobo-grande
- Puffinus gravis, Pardela-de-bico-preto, VA
- Puffinus griseus, Pardela-preta, NT
- Puffinus puffinus, Pardela-sombria

Família Hydrobatidae
- Oceanites oceanicus, Painho-de-wilson
- Hydrobates pelagicus, Painho-de-cauda-quadrada
- Oceanodroma leucorhoa, Painho-de-cauda-forcada

## OrdemPelecaniformes
Família Pelecanidae
- Pelecanus onocrotalus, Pelicano-vulgar
- Pelecanus rufescens, Pelicano-rosado

Família Sulidae
- Sula leucogaster, Alcatraz, VA
- Morus bassanus, Ganso-patola
- Morus capensis, Atobá-do-cabo, VU

Família Phalacrocoracidae
- Phalacrocorax carbo, Corvo-marinho-de-faces-brancas
- Phalacrocorax capensis, Corvo-marinho-do-cabo, NT
- Phalacrocorax neglectus, Corvo-marinho-dos-baixios, EN
- Phalacrocorax africanus, Corvo-marinho-rabilongo
- Phalacrocorax coronatus, Corvo-marinho-coroado, NT

Família Anhingidae
- Anhinga melanogaster, Mergulhão-serpente

## OrdemCiconiiformes
Família Ardeidae
- Botaurus stellaris, Abetouro-comum
- Ixobrychus minutus, Garça-pequena
- Ixobrychus sturmii, Garçote-anão
- Tigriornis leucolopha, Garça-de-crista-branca
- Ardea cinerea, Garça-real
- Ardea melanocephala, Garça-de-cabeça-preta
- Ardea goliath, Garça-gigante
- Ardea purpurea, Garça-roxa
- Ardea alba, Garça-branca-grande
- Egretta intermedia, Garça-branca-intermédia
- Egretta garzetta, Garça-branca-pequena
- Egretta vinaceigula, Garça-de-garganta-vermelha, VU
- Egretta ardesiaca, Garça-preta
- Bubulcus ibis, Garça-vaqueira
- Ardeola ralloides, Papa-ratos
- Ardeola idae, Garça-caranguejeira-de-madagáscar, EN, VA
- Ardeola rufiventris, Garça-de-barriga-vermelha
- Butorides striata, Socozinho
- Nycticorax nycticorax, Socó-taquari
- Gorsachius leuconotus, Garça-nocturna-de-dorso-branco

Família Scopidae
- Scopus umbretta, Cabeça-de-martelo

Família Ciconiidae
- Anastomus lamelligerus, Bico-aberto
- Ciconia nigra, Cegonha-preta
- Ciconia abdimii, Cegonha-de-abdim
- Ciconia episcopus, Cegonha-episcopal
- Ciconia ciconia, Cegonha-branca
- Ephippiorhynchus senegalensis, Jabiru
- Leptoptilos crumeniferus, Marabu-africano
- Mycteria ibis, Cegonha-de-bico-amarelo

Família Balaenicipitidae
- Balaeniceps rex, Bico-de-tamanco, VU

Família Threskiornitthidae
- Plegadis falcinellus, Íbis-preta
- Threskiornis aethiopicus, Íbis-sagrada
- Bostrychia rara, Íbis-de-peito-manchado
- Bostrychia hagedash, Singanga
- Platalea alba, Colhereiro-africano

## OrdemPhoenicopteriformes
Família Phoenicopteridae
- Phoenicopterus roseus, Flamingo-comum
- Phoenicopterus minor, Flamingo-pequeno, NT

## OrdemAnseriformes
Família Anatidae
- Dendrocygna viduata, Irere
- Dendrocygna bicolor, Marreca-peba
- Thalassornis leuconotus, Pato-de-dorso-branco
- Sarkidiornis melanotos, Pato-de-crista
- Pteronetta hartlaubii, Pato-de-hartlaub
- Alopochen aegyptiaca, Ganso-do-egipto
- Plectropterus gambensis, Pato-ferrão
- Nettapus auritus, Pato-orelhudo
- Anas sparsa, Pato-preto-africano
- Anas undulata, Pato-de-bico-amarelo
- Anas smithii, Pato-trombeteiro-do-cabo, VA
- Anas clypeata, Pato-trombeteiro
- Anas erythrorhyncha, Marreco-de-bico-vermelho
- Anas hottentota, Marreco-hotentote
- Anas capensis, Marreco-do-Cabo
- Netta erythrophthalma, Patury-preta
- Oxyura maccoa, Pato-de-rabo-alçado-africano, VA

## OrdemFalconiformes
Família Pandionidae
- Pandion haliaetus, Águia-pesqueira

Família Accipitridae
- Aviceda cuculoides, Falcão-cuco
- Pernis apivorus, Vespeiro-europeu
- Macheiramphus alcinus, Gavião-morcegueiro
- Elanus caeruleus, Peneireiro-cinzento
- Milvus migrans, Milhafre-preto
- Haliaeetus vocifer, Águia-pesqueira-africana
- Gypohierax angolensis, Abutre-das-palmeiras
- Necrosyrtes monachus, Abutre-da-capuz
- Neophron percnopterus, Abutre-do-egipto
- Gyps africanus, Grifo-africano
- Torgos tracheliotus, Abutre-real
- Trigonoceps occipitalis, Abutre-de-cabeça-branca
- Circaetus pectoralis, Águia-cobreira-de-peito-preto
- Circaetus cinereus, Águia-cobreira-castanha
- Circaetus cinerascens, Águia-cobreira-de-cauda-branca
- Terathopius ecaudatus, Águia-bailarina, águia-sem-rabo, arlequim
- Dryotriorchis spectabilis, Águia-cobreira-do-congo
- Circus aeruginosus, Tartaranhão-ruivo-dos-pauis
- Circus ranivorus, Tartaranhão-dos-pântanos
- Circus macrourus, Tartaranhão-de-peito-branco, NT
- Circus pygargus, Tartaranhão-caçador
- Polyboroides typus, Secretário-pequeno
- Kaupifalco monogrammicus, Miotos-papas-lagartos
- Melierax metabates, Açor-cantor
- Melierax canorus, Açor-cantor-pálido
- Micronisus gabar, Gavião-palrador
- Accipiter toussenelii, Açor-africano-de-peito-vermelho
- Accipiter tachiro, Açor-africano
- Accipiter castanilius, Gavião-de-flancos-vermelhos
- Accipiter badius, Gavião-shikra
- Accipiter erythropus, Açor-de-patas-vermelhas
- Accipiter minullus, Gavião-pequeno
- Accipiter ovampensis, Gavião-do-ovambo
- Accipiter rufiventris, Gavião-ruivo
- Accipiter melanoleucus, Açor-preto
- Urotriorchis macrourus, Açor-rabilongo
- Buteo buteo, Águia-de-asa-redonda
- Buteo auguralis, Gavião-de-áfrica
- Buteo augur, Bútio-augur
- Aquila pomarina, Águia-pomarina
- Aquila rapax, Águia-rapace
- Aquila nipalensis, Águia-das-estepes, VA
- Aquila wahlbergi, Águia-de-wahlberg
- Aquila verreauxii, Águia-preta
- Aquila spilogaster, Águia-dominó
- Aquila pennata, Águia-calçada, VA
- Aquila ayresii, Águia-de-ayres
- Polemaetus bellicosus, Águia-marcial
- Lophaetus occipitalis, Águia-de-penacho
- Spizaetus africanus, Águia-de-cassin
- tephanoaetus coronatus, Águia-coroada

Família Sagittariidae
- Sagittarius serpentarius, Secretário

Família Falconidae
- Polihierax semitorquatus, Falcão-pigmeu
- Falco naumanni, Peneireiro-das-torres, VU
- Falco tinnunculus, Peneireiro-vulgar
- Falco rupicoloides, Peneireiro-de-olho-branco
- Falco ardosiaceus, Falcão-cinzento
- Falco dickinsoni, Falcão-de-dickinson
- Falco chicquera, Falcão-de-nuca-vermelha
- Falco vespertinus, Falcão-de-pés-vermelhos, NT
- Falco amurensis, Falcão-do-amur
- Falco subbuteo, Ógea-eurasiática
- Falco cuvierii, Ógea-africana
- Falco biarmicus, Falcão-lanário
- Falco peregrinus, Falcão-peregrino

## OrdemGalliformes
Família Phasianidae
- Francolinus coqui, Francolim-das-pedras
- Francolinus albogularis, Francolim-de-pescoço-branco
- Francolinus lathami, Francolim-da-floresta
- Francolinus sephaena, Francolim-de-poupa
- Francolinus finschi, Francolim-de-finsch
- Francolinus levaillantii, Francolim-de-asa-vermelha
- Francolinus levaillantoides, Francolim-dourado
- Francolinus squamatus, Francolim-escamado
- Francolinus griseostriatus, Perdiz-de-estrias-cinzentas, NT, E
- Francolinus hartlaubi, Francolim-de-hartlaub
- Francolinus adspersus, Francolim-de-bico-vermelho
- Francolinus afer, Francolim-de-gola-vermelha
- Francolinus swainsonii, Francolim-de-swainson
- Francolinus swierstrai, Perdiz-da-montanha, VU, E
- Coturnix coturnix, Codorniz
- Coturnix delegorguei, Codorniz-arlequim
- Coturnix adansonii, Codorniz-azul

Família Numididae
- Agelastes niger, Pintada-preta
- Numida meleagris, Galinha-de-angola, Fraca-da-guiné, Galinha-do-mato, Capota, Pintada
- Guttera plumifera, Pintada-plumifera
- Guttera pucherani, Fraca-cristada

## OrdemGruiformes
Família Turnicidae
- Turnix sylvaticus, Toirão
- Turnix hottentottus, Toirão-hotentote

Família Gruidae
- Balearica regulorum, Grou-coroado-cinzento
- Balearica pavonina, Grou-coroado, NT
- Grus carunculata, Grou-carunculado, VU

Família Rallidae
- Sarothrura pulchra, Frango-de-água-mosqueado
- Sarothrura elegans, Frango-de-água-elegante
- Sarothrura rufa, Frango-de-água-de-peito-vermelho
- Sarothrura lugens, Frango-de-água-de-cabeça-ruiva
- Sarothrura boehmi, Frango-de-água-de-boehm
- Sarothrura affinis, Frango-de-água-estriado
- Himantornis haematopus, Frango-de-água-de-patas-vermelhas
- Crex crex, Codornizão, Raro/acidental, NT
- Rallus caerulescens, Frango-de-água-africano
- Crecopsis egregia, Codornizão-africano
- Amaurornis flavirostra, Franga-de-água-preta
- Porzana pusilla, Franga-de-água-pequena
- Porzana porzana, Franga-de-água-grande
- Aenigmatolimnas marginalis, Franga-de-água-estriada
- Porphyrio porphyrio, Caimão
- Porphyrio alleni, Caimão-de-allen
- Gallinula chloropus, Galinha-de-água
- Gallinula angulata, Galinha-de-água-pequena
- Fulica cristata, Galeirão-de-crista

Família Heliornithidae
- Podica senegalensis, Pés-de-barbatana

Família Otididae
- Ardeotis kori, Abetarda-kori
- Neotis ludwigii, Abetarda-de-ludwig
- Neotis denhami, Abetarda-de-denham, NT
- Eupodotis senegalensis, Sisão-do-senegal
- Eupodotis rueppellii, Abetarda-de-rüppell
- Eupodotis ruficrista, Sisao-de-poupa-vermelha
- Eupodotis afraoides, Abetarda
- Lissotis melanogaster, Sisão-de-barriga-preta

## OrdemCharadriiformes
Família Jacanidae
- Microparra capensis, Jacana-pequena
- Actophilornis africanus, Jacana-africana

Família Rostratulidae
- Rostratula benghalensis, Narceja-pintada

Família Haematopodidae
- Haematopus ostralegus, Ostraceiro
- Haematopus moquini, Ostraceiro-das-Canárias

Família: Recurvirostridae
- Himantopus himantopus, Pernilongo
- Recurvirostra avosetta, Alfaiate

Família Burhinidae
- Burhinus vermiculatus, Alcaravão-de-água
- Burhinus capensis, Alcaravão-do-cabo

Família Glareolidae
- Pluvianus aegyptius, Ave-do-crocodilo
- Cursorius rufus, Corredor-de-burchell
- Cursorius temminckii, Corredor-de-temminck
- Smutsornis africanus, Corredor-de-duas-golas
- Rhinoptilus cinctus, Corredor-de-três-golas
- Rhinoptilus chalcopterus, Corredor-de-patas-vermelhas
- Glareola pratincola, Perdiz-do-mar
- Glareola nordmanni, Perdiz-do-mar-de-asa-preta, NT
- Glareola nuchalis, Perdiz-do-mar-escura
- Glareola cinerea, Perdiz-cinzenta

Família Charadriidae
- Vanellus crassirostris, Abibe-de-faces-brancas
- Vanellus armatus, Abibe-preto-e-branco
- Vanellus spinosus, Abibe-esporado
- Vanellus albiceps, Abibe-de-coroa-branca
- Vanellus lugubris, Abibe-de-asa-negra-pequeno
- Vanellus coronatus, Abibe-coroado
- Vanellus senegallus, Abibe-do-senegal
- Pluvialis squatarola, Tarambola-cinzenta
- Charadrius asiaticus, Borrelho-asiático
- Charadrius pecuarius, Borrelho-de-kittli
- Charadrius alexandrinus, Borrelho-de-coleira-interrompida
- Charadrius hiaticula, Borrelho-grande-de-coleira
- Charadrius tricollaris, Borrelho-de-tripla-coleira
- Charadrius forbesi, Borrelho-de-forbe
- Charadrius marginatus, Borrelho-de-testa-branca
- Charadrius pallidus, Borrelho-pálido

Família Scolopacidae
- Xenus cinereus, Maçarico-sovela, VA
- Actitis hypoleucos, Maçarico-das-rochas
- Tringa ochropus, Pássaro-bique-bique
- Tringa solitaria, Maçarico-solitário, VA
- Tringa erythropus, Perna-vermelha-escuro, VA
- Tringa nebularia, Perna-verde-comum
- Tringa stagnatilis, Perna-verde-fino
- Tringa glareola, Maçarico-bastardo
- Tringa totanus, Perna-vermelha-comum
- Numenius phaeopus, Maçarico-galego
- Numenius arquata, Maçarico-real
- Limosa lapponica, Fuselo
- Arenaria interpres, Rola-do-mar
- Calidris canutus, Seixoeira
- Calidris alba, Pilrito-sanderlingo
- Calidris minuta, Pilrito-pequeno
- Calidris ferruginea, Pilrito-de-bico-comprido
- Philomachus pugnax, Combatente
- Gallinago media, Narceja-real, NT
- Gallinago nigripennis, Narceja-africana
- Phalaropus fulicarius, Falaropo-de-bico-grosso

Família Laridae
- Xema sabini, Gaivota-de-sabine, VA
- Chroicocephalus cirrocephalus, Gaivota-de-cabeça-cinza
- Hydrocoloeus minutus, Gaivota-pequena, VA
- Larus fuscus, Gaivota-de-asa-escura
- Larus dominicanus, Gaivotão
- Anous stolidus, Andorinha-do-mar-preta
- Onychoprion fuscatus, Andorinha-do-mar-escura
- Sternula albifrons, Andorinha-do-mar-anã
- Sternula balaenarum, Gaivina-de-Damara, NT
- Gelochelidon nilotica, Gaivina-de-bico-preto, VA
- Hydroprogne caspia, Gaivina-de-bico-vermelho
- Chlidonias niger, Gaivina-preta
- Chlidonias leucopterus, Gaivina-de-asa-branca
- Chlidonias hybrida, Gaivina-de-faces-brancas
- Sterna dougallii, Andorinha-do-mar-rósea
- Sterna hirundo, Andorinha-do-mar-comum
- Sterna paradisaea, Andorinha-do-mar-árctica
- Thalasseus maximus, Garajau-real
- Thalasseus bergii, Gaivina-de-bico-amarelo
- Thalasseus sandvicensis, Garajau-comum
- Rynchops flavirostris, Bico-de-tesoura-africano, NT

Família Stercorariidae
- Stercorarius antarcticus, Mandrião-antárctico, VA
- Stercorarius pomarinus, Moleiro-pomarino
- Stercorarius parasiticus, Moleiro-parasítico
- Stercorarius longicaudus, Moleiro-de-cauda-comprida, VA

## OrdemPteroclidiformes
Família Pteroclidae
- Pterocles namaqua, Cortiçol-da-namáqua
- Pterocles gutturalis, Corticol-de-garganta-amarela
- Pterocles bicinctus, Corticol-de-duas-bandas
- Pterocles burchelli, Corticol-de-Burchell

## OrdemColumbiformes
Família Columbidae
- Columba livia, Pombo-doméstico, I
- Columba guinea, Pombo-da-guiné
- Columba unicincta, Pombo-congolês
- Columba arquatrix, Pombo-de-olho-amarelo
- Columba iriditorques, Pombo-de-pescoço-de-bronze
- Columba larvata, Rola-canela
- Streptopelia decipiens, Rola-gemedora
- Streptopelia semitorquata, Rola-de-olhos-vermelhos
- Streptopelia capicola, Rola-do-cabo
- Streptopelia senegalensis, Rola-do-senegal
- Turtur chalcospilos, Rola-esmeraldina
- Turtur afer, Rola-de-manchas-azuis
- Turtur tympanistria, Rola-de-papo-branco
- Turtur brehmeri, Rola-de-cabeça-azul
- Oena capensis, Rola-rabilonga
- Treron calvus, Pombo-verde-africano

## OrdemPsittaciformes
Família Psittacidae
- Agapornis pullarius, Inseparável-de-cabeça-vermelha
- Agapornis roseicollis, Inseparável-de-faces-rosadas
- Psittacus erithacus, papagaio-do-congo
- Poicephalus robustus, Papagaio-de-bico-grosso
- Poicephalus gulielmi, Papaguaio-de-Jardine
- Poicephalus meyeri, Papagaio-de-meyer
- Poicephalus rueppellii, Papagaio-de-rüppell

## OrdemCuculiformes
Família Musophagidae
- Corythaeola cristata, Turaco-gigante
- Tauraco persa, Turaco-persa
- Tauraco schalowi, Turaco-de-schalow
- Tauraco schuettii, Turaco-de-bico-preto
- Tauraco macrorhynchus, Turaco-de-bico-grande
- Tauraco erythrolophus, Tauraco-de-crista-vermelha, E
- Tauraco rossae, Turaco-de-ross
- Corythaixoides concolor, Turaco-mascarado

Família Cuculidae
- Clamator jacobinus, Cuco-jacobino
- Clamator levaillantii, Cuco-da-cafraria
- Clamator glandarius, Cuco-rabilongo
- Pachycoccyx audeberti, Cuco-de-bico-grosso
- Cuculus solitarius, Cuco-de-peito-vermelho
- Cuculus clamosus, Cuco-preto
- Cuculus canorus, Cuco-canoro
- Cuculus gularis, Cuco-africano
- Cercococcyx mechowi, Cuco-sombrio-rabilongo
- Cercococcyx olivinus, Cuco-rabilongo-oliváceo
- Chrysococcyx klaas, Cuco-de-klaas
- Chrysococcyx cupreus, Cuco-esmeraldino
- Chrysococcyx caprius, Cuco-bronzeado-maior
- Ceuthmochares aereus, Cucal-verde
- Centropus grillii, Cucal-preto
- Centropus anselli, Cucal-do-gabão
- Centropus monachus, Cucal-de-cabeça-azul
- Centropus cupreicaudus, Cucal-de-cauda-de-cobre
- Centropus senegalensis, Cucal-do-senegal
- Centropus superciliosus, Cucal-de-sobrancelhas-brancas

## OrdemStrigiformes
Família Tytonidae
- Tyto capensis, Coruja-dos-campos
- Tyto alba, Coruja-das-torres

Família Strigidae
- Otus senegalensis, Mocho-de-orelhas-africano
- Ptilopsis granti, Mocho-de-faces-brancas
- Bubo africanus, Bufo-africano
- Bubo poensis, Bufo-de-fraser
- Bubo lacteus, Bufo-de-verreaux
- Bubo leucostictus, Bufo-malhado
- Scotopelia peli, Corujão-pesqueiro
- Scotopelia bouvieri, Corujão-pesqueiro-de-bouvier
- Glaucidium perlatum, Mocho-perlado
- Glaucidium capense, Mocho-barrado
- Strix woodfordii, Coruja-da-floresta
- Asio capensis, Coruja-moura

## OrdemCaprimulgiformes
Família Caprimulgidae
- Caprimulgus europaeus, Noitibó-da-europa
- Caprimulgus rufigena, Noitibó-de-faces-vermelhas
- Caprimulgus nigriscapularis, Noitibó-do-crepúsculo
- Caprimulgus pectoralis, Noitibó-musical
- Caprimulgus poliocephalus, Noitibó-montes
- Caprimulgus ruwenzorii, (sem nome conhecido em português)
- Caprimulgus natalensis, Noitibó-de-natal
- Caprimulgus tristigma, Noitibó-das-rochas
- Caprimulgus climacurus, Noitibó-rabilongo
- Caprimulgus fossii, Noitibó-de-moçambique
- Macrodipteryx vexillarius, Noitibó-de-estandarte

## OrdemApodiformes
Família Apodidae
- Telacanthura ussheri, Rabo-espinhoso-malhado
- Telacanthura melanopygia, Rabo-espinhoso-de-chapin, VA
- Rhaphidura sabini, Rabo-espinhoso-de-sabine
- Neafrapus cassini, Rabo-espinhoso-de-cassin
- Neafrapus boehmi, Rabo-espinhoso-de-bohm
- Schoutedenapus myoptilus, Andorinhão-de-shoa
- Apus apus, Andorinhão-preto
- Apus pallidus, Andorinhão-pálido
- Apus bradfieldi, Andorinhão-de-bradfield
- Apus affinis, Andorinhão-pequeno
- Apus horus, Andorinhão-das-barreiras/Andorinhão-horus
- Apus caffer, Andorinhão-cafre
- Tachymarptis melba, Andorinhão-real
- Tachymarptis aequatorialis, Andorinhão-malhado
- Cypsiurus parvus, Andorinhão-das-palmeiras

## OrdemColiiformes
Família Coliidae
- Colius striatus, Rabo-de-junco-estriado
- Colius castanotus, Rabo-de-junco-de-dorso-vermelho, Rabo-de-junco-de-rabadilha-vermelha, Siripipi-de-benguela E
- Urocolius indicus, Rabo-de-juncos-de-faces-vermelhas

## OrdemTrogoniformes
Família Trogonidae
- Apaloderma narina, Republicano
- Apaloderma vittatum, Republicano-de-cauda-de-franja

## OrdemCoraciiformes
Família Alcedinidae
- Alcedo semitorquata, Pica-peixe-de-colar
- Alcedo quadribrachys, Pica-peixe-azul-brilhante
- Alcedo cristata, Pica-peixe-de-poupa
- Alcedo leucogaster, Pica-peixe-de-barriga-branca
- Ispidina picta, Pica-peixe-pigmeu
- Ispidina lecontei, Pica-peixe-anão
- Halcyon badia, Guarda-rios-castanho
- Halcyon leucocephala, Guarda-rios-de-cabeça-cinzenta
- Halcyon senegalensis, Guarda-rios-dos-bosques
- Halcyon malimbica, Guarda-rios-de-peito-azul
- Halcyon albiventris, Pica-peixe-de-barrete-castanho
- Halcyon chelicuti, Pica-peixe-riscado
- Megaceryle maximus, Guarda-rios-gigante
- Ceryle rudis, Guarda-rios-malhado

Família Meropidae
- Merops gularis, Abelharuco-preto
- Merops bullockoides, Abelharuco-de-testa-branca
- Merops pusillus, Abelharuco-pequeno
- Merops variegatus, Abelharuco-de-peito-azul
- Merops hirundineus, Abelharuco-de-cauda-forcada
- Merops breweri, Abelharuco-de-cabeça-preta
- Merops albicollis, Abelharuco-de-garganta-branca, VA
- Merops persicus, Abelharuco-de-garganta-vermelha
- Merops superciliosus, Abelharuco-de-madagáscar
- Merops apiaster, Abelharuco-comum
- Merops malimbicus, Abelharuco-rosado
- Merops nubicoides, Abelharuco-róseo

Família Coraciidae
- Coracias garrulus, Rolieiro-comum, NT
- Coracias caudatus, Rolieiro-de-peito-lilás
- Coracias spatulatus, Rolieiro-de-cauda-espalmada
- Coracias naevius, Rolieiro-de-sobrancelhas-brancas
- Eurystomus glaucurus, Rolieiro-de-bico-amarelo
- Eurystomus gularis, Rolieiro-de-garganta-azul

Família Upupidae
- Upupa epops, Poupa

Família Phoeniculidae
- Phoeniculus purpureus, Zombeteiro-de-bico-vermelho
- Phoeniculus damarensis, Zombeteiro-de-damarâlandia
- Rhinopomastus aterrimus, Zombeteiro-preto
- Rhinopomastus cyanomelas, Bico-de-cimitarra

Família Bucerotidae
- Horizocerus albocristatus, Calau-de-touca-branca
- Horizocerus hartlaubi, Calau-anão-preto
- Lophoceros camurus, Calau-pigmeu
- Tockus monteiri, Calau-de-monteiro
- Tockus erythrorhynchus, Calau-de-bico-vermelho
- Tockus leucomelas, Calau-de-bico-amarelo
- Lophoceros alboterminatus, Calau-coroado
- Lophoceros bradfieldi, Calau-de-bradfield
- Lophoceros fasciatus, Calau-preto
- Lophoceros nasutus, Calau-cinzento
- Lophoceros pallidirostris, Calau-de-bico-pálido
- Bycanistes bucinator, Calau-trombeteiro
- Bycanistes fistulator, Calau-assobiador
- Bycanistes subcylindricus, Calau-de-faces-cinzentas
- Bycanistes cylindricus, Calau-de-faces-castanhas, NT
- Bycanistes albotibialis, Calau-de-calças-brancas
- Ceratogymna atrata, Calau-de-casquete-preto
- Bucorvus leadbeateri, Calau-gigante

## OrdemPiciformes
Família Lybiidae
- Trachyphonus purpuratus, Barbaças-de-bico-amarelo
- Trachyphonus vaillantii, Barbaças-de-poupa
- Gymnobucco bonapartei, Barbaças-de-garganta-cinzenta
- Gymnobucco sladeni, Barbaças-de-sladen
- Gymnobucco peli, Barbaças-de-cerdas-nasais
- Gymnobucco calvus, Barbaças-calvo
- Stactolaema anchietae, Barbaças-de-anchieta
- Pogoniulus scolopaceus, Barbadinho-malhado
- Pogoniulus coryphaeus, Barbadinho-de-montanha
- Pogoniulus atroflavus, Barbadinho-d'uropígio-vermelho
- Pogoniulus subsulphureus, Barbadinho-de-garganta-amarela
- Pogoniulus bilineatus, Barbadinho-d'uropígio-amarelo
- Pogoniulus chrysoconus, Barbadinho-de-testa-vermelha
- Buccanodon duchaillui, Barbaças-de-manchas-amarelas
- Tricholaema hirsuta, Barbaças-hirsuto
- Tricholaema frontata, Barbaças-do-miombo
- Tricholaema leucomelas, Barbaças-das-acácias
- Lybius leucocephalus, Barbaças-de-cabeça-branca
- Lybius torquatus, Barbaças-de-colar
- Lybius minor, Barbaças-de-dorso-preto
- Lybius bidentatus, Barbaças-bidentado

Família Indicatoridae
- Prodotiscus insignis, Indicador-de-cassin
- Prodotiscus zambesiae, Indicador-de-dorso-verde
- Prodotiscus regulus, Indicador-de-dorso-castanho
- Indicator meliphilus, Indicador-pálido
- Indicator exilis, Indicador-pigmeu
- Indicator conirostris, Indicador-de-bico-grosso
- Indicator minor, Indicador-pequeno
- Indicator maculatus, Indicador-malhado
- Indicator variegatus, Indicador-de-garganta-malhada
- Indicator indicator, Indicador-grande
- Melichneutes robustus, Indicador-cauda-de-lira

Família Picidae
- Jynx ruficollis, Torcicolo-de-garganta-castanha
- Sasia africana, Pica-pau-pigmeu-africano
- Campethera bennettii, Pica-pau-de-bennet
- Campethera abingoni, Pica-pau-de-cauda-dourada
- Campethera cailliautii, Pica-pau-de-dorso-verde
- Pardipicus nivosus, Pica-pau-das-térmitas
- Pardipicus caroli, Pica-pau-d'orelhas-castanhas
- Chloropicos namaquus, Pica-pau-de-bigodes
- Chloropicos xantholophus, Pica-pau-de-crista-amarela
- Dendropicos fuscescens, Pica-pau-cardeal
- Dendropicos elliotii, Pica-pau-de-elliot
- Dendropicos goertae, Pica-pau-de-peito-cinzento
- Dendropicos griseocephalus, Pica-pau-de-cabeça-cinzenta

## OrdemPasseriformes
Família Eurylaimidae
- Smithornis capensis, Bocarra-africana
- Smithornis rufolateralis, Bico-largo-de-flancos-vermelhos

Família Pittidae
- Pitta angolensis, Pita-de-angola

Família Alaudidae
- Mirafra passerina, Cotovia-monótona, VA
- Mirafra africana, Cotovia-de-nuca-vermelha
- Mirafra angolensis, Cotovia-de-angola,
- Mirafra rufocinnamomea, Cotovia-zumbidora
- Calendulauda sabota, Cotovia-sabota
- Calendulauda africanoides, Cotovia-cor-de-areia
- Pinarocorys nigricans, Calhandra-sombria
- Ammomanopsis grayi, Cotovia-da-namíbia
- Chersomanes albofasciata, Cotovia-esporada
- Certhilauda benguelensis, Cotovia-de-bico-comprido-do-agulhas, E
- Eremopterix leucotis, Cotovia-pardal-de-dorso-castanho
- Eremopterix verticalis, Cotovia-pardal-de-dorso-cinzento
- Calandrella cinerea, Calhandrinha-comum
- Spizocorys starki, Cotovia-de-stark
- Spizocorys conirostris, Calhandrinha-de-bico-rosado, VA

Família Hirundinidae
- Riparia paludicola, Andorinha-dos-charcos-africana
- Riparia riparia, Andorinha-das-barreiras
- Riparia cincta, Andorinha-de-colar
- Phedina brazzae, Andorinha-de-brazza, DD
- Ptyonoprogne concolor, Andorinha-das-rochas-escura
- Ptyonoprogne fuligula, Andorinha-de-uropigio-cinzento
- Hirundo rustica, Andorinha-das-chaminés
- Hirundo angolensis, Andorinha-de-angola
- Hirundo nigrita, (sem nome conhecido em português)
- Hirundo albigularis, Andorinha-azul-de-garganta-branca
- Hirundo smithii, Andorinha-de-cauda-longa
- Hirundo dimidiata, Andorinha-de-pérolas
- Hirundo nigrorufa, (sem nome conhecido em português)
- Cecropis cucullata, Andorinha-estriada-grande
- Cecropis abyssinica, Andorinha-estriada-pequena
- Cecropis semirufa, Andorinha-de-peito-ruivo
- Cecropis senegalensis, Andorinha-do-senegal
- Petrochelidon rufigula, Andorinha-de-garganta-amarela
- Petrochelidon spilodera, Andorinha-sul-africana
- Delichon urbicum, Andorinha-dos-beirais
- Psalidoprocne nitens, (sem nome conhecido em português)
- Psalidoprocne albiceps, Andorinha-de-cabeça-branca
- Psalidoprocne pristoptera, (sem nome conhecido em português)
- Pseudhirundo griseopyga, Andorinha-de-rabadilha-cinzenta

Família Motacillidae
- Motacilla flava, Alvéola-amarela
- Motacilla capensis, Alvéola-do-cabo
- Motacilla clara, Alvéola-de-cauda-comprida
- Motacilla alba, Alvéola-branca
- Motacilla aguimp, Alvéola-africana
- Anthus cinnamomeus, Petinha-de-rochas
- Anthus nyassae, Petinha-do-niassa
- Anthus similis, Petinha-de-bico-comprido
- Anthus leucophrys, Petinha-de-dorso-liso
- Anthus vaalensis, Petinha-de-vaal
- Anthus pallidiventris, Petinha-de-ventre-pálido
- Anthus lineiventris, Petinha-estriada
- Anthus trivialis, Petinha-das-árvores
- Anthus brachyurus, Petinha-rabicurta
- Anthus caffer, Petinha-do-mato
- Macronyx croceus, Sentinela-de-garganta-amarela
- Macronyx fuelleborni, Sentinela-de-fuellborn
- Macronyx ameliae, Unha-longa-vermelho
- Macronyx grimwoodi, Sentinela-de-grimwood, DD

Família Campephagidae
- Coracina pectoralis, Picanço-cuco-de-peito-branco
- Campephaga petiti, Picanço-cuco-de-petit
- Campephaga flava, Picanço-cuco-preto
- Campephaga phoenicea, (sem nome conhecido em português)
- Campephaga quiscalina, Picanço-cuco-de-garganta-púrpura

Família Pycnonotidae
- Pycnonotus barbatus, Tuta-negra
- Pycnonotus nigricans, Tuta-de-olhos-vermelhos
- Andropadus virens, Bulbul-pequeno
- Andropadus gracilis, Bulbul-cinzento-pequeno
- Andropadus ansorgei, (sem nome conhecido em português)
- Andropadus curvirostris, Bulbul-camaronês
- Andropadus gracilirostris, Bulbul-de-bico-fino
- Andropadus latirostris, Bulbul-de-bigodes-amarelos
- Calyptocichla serina, Bulbul-dourado
- Baeopogon indicator, Bulbul-de-cauda-branca
- Ixonotus guttatus, (sem nome conhecido em português)
- Chlorocichla simplex, Bulbul-modesto
- Chlorocichla flavicollis, (sem nome conhecido em português)
- Chlorocichla falkensteini, Bulbul-de-falkenstein
- Chlorocichla flaviventris, Bulbul-de-ventre-amarelo
- Thescelocichla leucopleura, (sem nome conhecido em português)
- Phyllastrephus cabanisi, Bulbul-de-cabanis
- Phyllastrephus terrestris, Tuta-da-terra
- Phyllastrephus fulviventris, Bulbul-de-ventre-vermelho
- Phyllastrephus cerviniventris, Bulbul-verde-azeitona
- Phyllastrephus albigularis, Bulbul-de-garganta-branca
- Phyllastrephus icterinus, (sem nome conhecido em português)
- Phyllastrephus xavieri, (sem nome conhecido em português)
- Bleda syndactylus, (sem nome conhecido em português)
- Bleda notatus, (sem nome conhecido em português)
- Nicator chloris, (sem nome conhecido em português)
- Nicator vireo, Tuta-de-garganta-amarela
- Criniger calurus, (sem nome conhecido em português)
- Criniger barbatus, (sem nome conhecido em português)
- Criniger chloronotus, (sem nome conhecido em português)
- Criniger ndussumensis, (sem nome conhecido em português)
- Neolestes torquatus, (sem nome conhecido em português)

Família Turdidae
- Neocossyphus fraseri, Pisco-formigueiro-ruivo
- Neocossyphus poensis, Pisco-formigueiro-de-cauda-branca
- Monticola brevipes, Melro-das-rochas-de-dedos-curtos
- Monticola angolensis, Melro-das-rochas-do-miombo
- Zoothera gurneyi, Tordo-de-gurney
- Psophocichla litsipsirupa, Tordo-de-peito-malhado
- Turdus olivaceus, Tordo-oliváceo
- Turdus libonyanus, Tordo-chicharro
- Turdus pelios, Tordo-africano
- Alethe poliocephala, Pisco-de-peito-castanho

Família Cisticolidae
- Cisticola erythrops, Fuinha-de-faces-vermelhas
- Cisticola cantans, Fuinha-cantora
- Cisticola lateralis, Fuinha-assobiadeira
- Cisticola anonymus, (sem nome conhecido em português)
- Cisticola bulliens, (sem nome conhecido em português)
- Cisticola aberrans, Fuinha-preguiçosa
- Cisticola chiniana, Fuinha-chocalheira
- Cisticola rufilatus, Fuinha-de-dorso-cinzento
- Cisticola subruficapilla, Fuinha-de-dorso-cinzento
- Cisticola lais, Fuinha-chorona
- Cisticola galactotes, Fuinha-de-dorso-preto
- Cisticola pipiens, Fuinha-chilreante
- Cisticola tinniens, Fuinha-zunidora
- Cisticola robustus, Fuinha-grande
- Cisticola natalensis, Fuinha-de-natal
- Cisticola fulvicapilla, Fuinha-de-cabeça-ruiva
- Cisticola melanurus, (sem nome conhecido em português), DD
- Cisticola brachypterus, Fuinha-de-asa-curta
- Cisticola juncidis, Fuinha-dos-juncos
- Cisticola aridulus, Fuinha-do-deserto
- Cisticola textrix, Fuinha-das-nuvens
- Cisticola dambo, (sem nome conhecido em português)
- Cisticola brunnescens, (sem nome conhecido em português)
- Cisticola cinnamomeus, Fuinha-de-coroa-pálida
- Cisticola ayresii, Fuinha-de-ayres
- Prinia subflava, Prínia-de-flancos-castanhos
- Prinia flavicans, Prínia-de-colar-preto
- Prinia bairdii, (sem nome conhecido em português)
- Schistolais leucopogon, (sem nome conhecido em português)
- Apalis jacksoni, Apalis-de-garganta-preta
- Apalis binotata, (sem nome conhecido em português)
- Apalis flavida, Apalis-de-peito-amarelo
- Apalis rufogularis, (sem nome conhecido em português)
- Apalis goslingi, (sem nome conhecido em português)
- Apalis cinerea, (sem nome conhecido em português)
- Apalis alticola, Apalis-de-cabeça-castanha
- Camaroptera brachyura, Felosa-de-dorso-verde
- Camaroptera superciliaris, (sem nome conhecido em português)
- Calamonastes undosus, (sem nome conhecido em português)
- Calamonastes simplex, (sem nome conhecido em português)
- Calamonastes fasciolatus, Felosa-barrada

Família Sylviidae
- Bradypterus baboecala, Felosa-dos-juncos-africana
- Bradypterus lopezi, Felosa-de-lopes
- Melocichla mentalis, Felosa-de-bigodes
- Acrocephalus schoenobaenus, Felosa-dos-juncos
- Acrocephalus scirpaceus, Rouxinol-pequeno-dos-caniços
- Acrocephalus baeticatus, Felosa-das-moitas
- Acrocephalus arundinaceus, Rouxinol-grande-dos-caniços
- Acrocephalus rufescens, Rouxinol-grande-dos-pântanos
- Acrocephalus gracilirostris, Rouxinol-pequeno-dos-Pântanos
- Hippolais icterina, Felosa-icterina
- Chloropeta natalensis, Felosa-amarela-africana
- Eremomela salvadorii, Eremomela-de-salvador
- Eremomela icteropygialis, Eremomela-de-barriga-amarela
- Eremomela scotops, Eremomela-de-barrete-verde
- Eremomela badiceps, (sem nome conhecido em português)
- Eremomela atricollis, (sem nome conhecido em português)
- Eremomela usticollis, Eremomela-de-garganta-castanha
- Sylvietta virens, (sem nome conhecido em português)
- Sylvietta denti, (sem nome conhecido em português)
- Sylvietta ruficapilla, Rabicurta-de-barrete-vermelho
- Sylvietta rufescens, Rabicurta-de-bico-comprido
- Macrosphenus flavicans, Narceja-amarela
- Macrosphenus concolor, Narceja-cinzenta
- Macrosphenus pulitzeri, Narceja-de-pulitzer, EN, E
- Hylia prasina, (sem nome conhecido em português)
- Phylloscopus laurae, Felosa-de-laura
- Phylloscopus trochilus, Felosa-musical
- Phylloscopus sibilatrix, Felosa-assobiadeira
- Hyliota flavigaster, Papa-moscas-de-papo-amarelo
- Hyliota australis, Papa-moscas-austral
- Schoenicola brevirostris, Felosa-de-cauda-larga
- Sylvia borin, Felosa-das-figueiras
- Sylvia communis, Papa-amoras-comum, VA
- Parisoma subcaeruleum, Felosa-chapim-dos-bosques

Família Muscicapidae
- Bradornis pallidus, Papa-moscas-pálido
- Bradornis infuscatus, Papa-moscas-chasco
- Bradornis mariquensis, Papa-moscas-do-marico
- Melaenornis brunneus, Papa-moscas-de-Angola, E
- Melaenornis pammelaina, Papa-moscas-preto-meridional
- Fraseria ocreata, (sem nome conhecido em português)
- Fraseria cinerascens, (sem nome conhecido em português)
- Muscicapa striata, Papa-moscas-cinzento
- Muscicapa infuscata, (sem nome conhecido em português)
- Muscicapa boehmi, (sem nome conhecido em português)
- Muscicapa adusta, Papa-moscas-sombrio
- Muscicapa epulata, (sem nome conhecido em português)
- Muscicapa comitata, (sem nome conhecido em português)
- Muscicapa cassini, (sem nome conhecido em português)
- Muscicapa caerulescens, Papa-moscas-azulado
- Myioparus griseigularis, (sem nome conhecido em português)
- Myioparus plumbeus, Para-moscas-de-leque
- Ficedula hypoleuca, Papa-moscas-preto
- Ficedula albicollis, Papa-moscas-de-colar, VA
- Sheppardia bocagei, Pisco-de-bocage
- Sheppardia gabela, Pisco-da-gabela, EN, E
- Cossypha polioptera, (sem nome conhecido em português)
- Cossypha heuglini, Pisco-de-heuglin
- Cossypha natalensis, Pisco-de-barrete-vermelho
- Cossypha heinrichi, Pisco-de-cabeça-branca, VU
- Cossypha niveicapilla, (sem nome conhecido em português)
- Xenocopsychus ansorgei, Tordo-das-cavernas, NT, E
- Cichladusa arquata, Tordo-das-palmeiras-de-colar
- Cichladusa ruficauda, Tordo-das-palmeiras-de-cauda-vermelha
- Cercotrichas leucosticta, Rouxinol-da-floresta
- Cercotrichas quadrivirgata, Rouxinol-oriental
- Cercotrichas barbata, Rouxinol-do-miombo
- Cercotrichas hartlaubi, (sem nome conhecido em português)
- Cercotrichas leucophrys, Rouxinol-do-mato-estriado
- Cercotrichas paena, Rouxinol-do-mato-do-kalahari
- Namibornis herero, Chasco-de-Herero
- Phoenicurus phoenicurus, Rabirruivo-de-testa-branca
- Oenanthe monticola, Chasco-de-montanha
- Oenanthe oenanthe, Chasco-cinzento
- Oenanthe pileata, Chasco-de-barrete
- Oenanthe isabellina, Chasco-isabel
- Saxicola torquatus, Cartaxo-comum
- Cercomela schlegelii, Chasco-do-karoo
- Cercomela tractrac, Chasco-pálido
- Cercomela familiaris, Chasco-familiar
- Myrmecocichla tholloni, (sem nome conhecido em português)
- Myrmecocichla formicivora, Cartaxo-formigueiro-meridional
- Myrmecocichla nigra, Cartaxo-formigueiro-preto
- Myrmecocichla albifrons, (sem nome conhecido em português)
- Myrmecocichla arnotti, Chasco-de-arnot

Família Platysteiridae
- Megabyas flammulatus, (sem nome conhecido em português)
- Bias musicus, Papa-moscas-branco-e-preto
- Platysteira cyanea, (sem nome conhecido em português)
- Platysteira albifrons, Papa-moscas-de-olheiras-de-testa-branca, NT, E
- Platysteira peltata, Papa-moscas-de-olheiras-de-garganta-castanha
- Platysteira castanea, (sem nome conhecido em português)
- Platysteira blissetti, (sem nome conhecido em português)
- Platysteira chalybea, (sem nome conhecido em português)
- Platysteira concreta, (sem nome conhecido em português)
- Batis margaritae, (sem nome conhecido em português)
- Batis molitor, Batis-comum
- Batis pririt, Batis-de-pririt
- Batis minor, Papa-moscas-de-cabeça-preta
- Batis minulla, Papa-moscas-angolano
- Lanioturdus torquatus, Melro-de-peito-branco

Família Monarchidae
- Erythrocercus mccallii, (sem nome conhecido em português)
- Elminia longicauda, (sem nome conhecido em português)
- Elminia albicauda, Papa-mosca-de-poupa
- Trochocercus nitens, (sem nome conhecido em português)
- Terpsiphone rufiventer, (sem nome conhecido em português)
- Terpsiphone rufocinerea, Papa-moscas-congolês
- Terpsiphone batesi, (sem nome conhecido em português)
- Terpsiphone viridis, Papa-mosca-africano

Família Timaliidae
- Chaetops pycnopygius, Salta-pedras
- Illadopsis albipectus, Falso-tordo-de-peito-escamoso
- Illadopsis rufipennis, (sem nome conhecido em português)
- Illadopsis fulvescens, Falso-tordo-de-colar
- Pseudoalcippe abyssinica, (sem nome conhecido em português)
- Ptyrticus turdinus, Zaragateito-tordo
- Turdoides hartlaubii, Zaragateiro-de-rabadilha-branca
- Turdoides melanops, Zaragateiro-de-faces-pretas
- Turdoides jardineii, Zaragateiro-de-jardine
- Turdoides gymnogenys, Zaragateiro-de-faces-nuas

Família Paridae
- Melaniparus leucomelas, Chapim-de-asa-branca
- Melaniparus niger, Chapim-preto-meridional
- Melaniparus carpi, Chapim-de-carp
- Melaniparus rufiventris, Champin-de-ventre-vermelho
- Melaniparus funereus, Chapim-de-sombrio
- Melaniparus griseiventris, Chapim-do-miombo
- Melaniparus cinerascens, Chapim-cinzento

Família: Certhiidae
- Salpornis spilonotus, Trepadeira-malhada

Família: Remizidae
- Anthoscopus caroli, Pássaro-do-algodão-cinzento
- Anthoscopus minutus, (sem nome conhecido em português)
- Pholidornis rushiae, (sem nome conhecido em português)

Família: Nectariniidae
- Deleornis fraseri, Beija-flor-de-tufos-escarlates
- Anthreptes anchietae, (sem nome conhecido em português)
- Anthreptes gabonicus, (sem nome conhecido em português)
- Anthreptes longuemarei, Beija-flor-violeta
- Anthreptes aurantium, Beija-flor-de-cauda-violeta
- Anthreptes seimundi, (sem nome conhecido em português)
- Anthreptes rectirostris, (sem nome conhecido em português)
- Hedydipna collaris, Beija-flor-de-colar
- Anabathmis reichenbachii, Beija-flor-de-reichenbach
- Cyanomitra verticalis, (sem nome conhecido em português)
- Cyanomitra bannermani, Beija-flor-de-bannerman
- Cyanomitra cyanolaema, Beija-flor-castanho-de-garganta-azul
- Cyanomitra olivacea, Beija-flor-oliváceo
- Cyanomitra obscura, (sem nome conhecido em português)
- Chalcomitra fuliginosa, (sem nome conhecido em português)
- Chalcomitra rubescens, Beija-flor-de-garganta-verde
- Chalcomitra amethystina, Beijo-flor-preto
- Chalcomitra senegalensis, Beija-flor-de-peito-escarlate
- Nectarinia bocagei, Beija-flor-de-bocage
- Nectarinia kilimensis, Beija-flor-bronzeado
- Cinnyris chloropygius, Beija-flor-de-barriga-verde
- Cinnyris manoensis, Beija-flor-do-miombo
- Cinnyris ludovicensis, Beija-flor-de-colarinho-duplo, E
- Cinnyris afer, Beija-flor-de-banda-larga
- Cinnyris mariquensis, Beija-flor-de-marico
- Cinnyris shelleyi, Beija-flor-de-shelley
- Cinnyris bifasciatus, Beija-flor-de-colar-púrpura
- Cinnyris bouvieri, Beija-flor-de-tufos-laranjas
- Cinnyris coccinigastrus, Beija-de-flor-esplêndido
- Cinnyris johannae, (sem nome conhecido em português)
- Cinnyris superbus, (sem nome conhecido em português)
- Cinnyris oustaleti, (sem nome conhecido em português)
- Cinnyris talatala, Beija-flor-de-barriga-branca
- Cinnyris venustus, Beija-flor-de-barriga-amarela
- Cinnyris fuscus, Beija-flor-sombrio
- Cinnyris batesi, Beija-flor-de-bates
- Cinnyris cupreus, Beija-flor-cobreado

Família Zosteropidae
- Zosterops senegalensis, Olho-branco-amarelo
- Zosterops pallidus, Olho-branco-do-Cabo

Família Oriolidae
- Oriolus oriolus, Papa-figos
- Oriolus auratus, Papa-figos-africano
- Oriolus brachyrhynchus, Papa-figos-de-cabeça-preta-ocidental
- Oriolus larvatus, Papa-figos-de-cabeça-preta
- Oriolus nigripennis, Papa-figos-de-asa-preta

Família Laniidae
- Lanius collurio, Picanço-de-dorso-ruivo
- Lanius souzae, Picanço-de-sousa
- Lanius minor, Picanço-pequeno
- Lanius mackinnoni, (sem nome conhecido em português)
- Lanius collaris, Picanço-fiscal
- Lanius senator, Picanço-barreteiro, VA
- Corvinella melanoleuca, Picanço-rabilongo
- Eurocephalus anguitimens, Picanço-de-coroa-branca

Família Malaconotidae
- Nilaus afer, Brubru
- Dryoscopus gambensis, (sem nome conhecido em português)
- Dryoscopus cubla, Picanço-de-almofadinha
- Dryoscopus senegalensis, Picanço-de-olhos-vermelhos
- Dryoscopus angolensis, Picanço-de-patas-rosadas
- Dryoscopus sabini, Picanço-de-bico-grande
- Tchagra minutus, Picanço-dos-pauis
- Tchagra senegalus, Picanço-de-barrete-preto
- Tchagra australis, Picanço-assobiador-de-coroa-castanha
- Laniarius luehderi, Picanço-de-luehder
- Laniarius brauni, Picanço-de-peito-laranja, EN, E
- Laniarius amboimensis, Picanço-de-Angola, EN, E
- Laniarius aethiopicus, Picanço-tropical
- Laniarius bicolor, Picanço-dos-pântanos
- Laniarius atrococcineus, Picanço-preto-e-vermelho
- Laniarius leucorhynchus, (sem nome conhecido em português)
- Telophorus zeylonus, Boquemaquire
- Telophorus bocagei, Picanço-de-bocage
- Telophorus sulfureopectus, Picanço-de-peito-laranja
- Telophorus multicolor, Picanço-do-bosque-multicolorido
- Telophorus nigrifrons, Picanço-de-testa-preta
- Telophorus viridis, Picanço-de-quatro-cores
- Malaconotus blanchoti, Picanço-de-cabeça-cinzenta
- Malaconotus monteiri, Picanço-de-monteiro, DD

Família Prionopidae
- Prionops plumatus, Picanço-branco
- Prionops caniceps, (sem nome conhecido em português)
- Prionops rufiventris, (sem nome conhecido em português)
- Prionops retzii, Picanço-de-retz
- Prionops gabela, Picanço-da-gabela, EN, E

Família Dicruridae
- Dicrurus ludwigii, Drongo-de-cauda-quadrada
- Dicrurus adsimilis, Drongo-de-cauda-forcada
- Dicrurus modestus, (sem nome conhecido em português)
- Dicrurus hottentottus, (sem nome conhecido em português)

Família Corvidae
- Corvus capensis, Gralha-do-cabo
- Corvus albus, Gralha-seminarista

Família Sturnidae
- Creatophora cinerea, Estorninho-carunculado
- Lamprotornis nitens, Estorninho-metálico
- Lamprotornis chalybaeus, Estorninho-grande-de-orelha-azul
- Lamprotornis splendidus, Estorninho-esplêndido
- Lamprotornis mevesii, Estorninho-rabilongo
- Lamprotornis australis, Estorninho-de-burchell
- Lamprotornis acuticaudus, Estorninho-de-cauda-afilada
- Lamprotornis purpureiceps, Estorninho-de-cabeça-púrpura
- Cinnyricinclus leucogaster, Estorninho-de-dorso-violeta
- Onychognathus fulgidus, Estorninho-do-bosque
- Onychognathus nabouroup, Estorninho-de-asa-pálida
- Poeoptera lugubris, Estorninho-de-asa-estreita
- Neocichla gutturalis, (sem nome conhecido em português)
- Buphagus erythrorhynchus, Pica-boi-de-bico-vermelho
- Buphagus africanus, Pica-boi-de-bico-amarelo

Família Passeridae
- Passer domesticus, Pardal
- Passer motitensis, Pardal-grande
- Passer melanurus, Pardal-do-Cabo
- Passer griseus, Pardal-de-cabeça-cinzenta
- Passer diffusus, Pardal-meridional
- Petronia superciliaris, Pardal-de-garganta-amarela

Família Ploceidae
- Bubalornis albirostris, Tecelão-de-bico-branco
- Bubalornis niger, Tecelão-de-bico-vermelho
- Sporopipes squamifrons, Tecelão-de-testa-malhada
- Plocepasser mahali, Tecelão-de-sobrancelha-branca
- Plocepasser superciliosus, (sem nome conhecido em português)
- Plocepasser rufoscapulatus, (sem nome conhecido em português)
- Philetairus socius, Tecelão-sociável
- Malimbus cassini, (sem nome conhecido em português)
- Malimbus nitens, (sem nome conhecido em português)
- Malimbus malimbicus, Tecelão-de-poupa
- Malimbus rubricollis, Tecelão-de-cabeça-vermelha
- Anaplectes rubriceps, Tecelão-de-cabeça-vermelha
- Ploceus nigrimentus, Tecelão-de-queixo-preto
- Ploceus pelzelni, Tecelão-de-bico-fino
- Ploceus subpersonatus, (sem nome conhecido em português), VU
- Ploceus nigricollis, Tecelão-de-pescoço-preto
- Ploceus ocularis, Tecelão-de-lunetas
- Ploceus temporalis, Tecelão-de-bocage
- Ploceus xanthops, Tecelão-dourado
- Ploceus aurantius, Tecelão-laranja
- Ploceus xanthopterus, Tecelão-de-garganta-castanha
- Ploceus intermedius, Tecelão-pequeno-de-mascarilha
- Ploceus velatus, Tecelão-de-mascarilha
- Ploceus nigerrimus, Tecelão-preto
- Ploceus cucullatus, Tecelão-malhado
- Ploceus rubiginosus, Tecelão-castanho
- Ploceus tricolor, Tecelão-de-dorso-amarelo
- Ploceus bicolor, Tecelão-de-dorso-escuro
- Ploceus insignis, (sem nome conhecido em português)
- Ploceus preussi, (sem nome conhecido em português)
- Ploceus angolensis, Tecelão-de-angola
- Pachyphantes superciliosus, (sem nome conhecido em português)
- Quelea erythrops, Quelea-de-cabeça-vermelha
- Quelea quelea, Quelea-de-bico-vermelho
- Euplectes orix, Bispo-de-testa-preta
- Euplectes hordeaceus, Bispo-de-coroa-vermelha
- Euplectes gierowii, Bispo-negro
- Euplectes afer, Bispo-de-coroa-amarela
- Euplectes aureus, Bispo-de-dorso-amarelo
- Euplectes capensis, Viúva-de-uropigio-amarelo
- Euplectes albonotatus, Viúva-de-asa-branca
- Euplectes macroura, Viúva-de-manto-amarelo
- Euplectes ardens, Viúva-de-colar-vermelho
- Euplectes axillaris, Viúva-de-espáduas-vermelhas
- Euplectes hartlaubi, (sem nome conhecido em português)
- Euplectes progne, Viúva-rabilonga
- Amblyospiza albifrons, Tecelão-de-bico-grosso

Família Estrildidae
- Nigrita luteifrons, (sem nome conhecido em português)
- Nigrita canicapillus, (sem nome conhecido em português)
- Nigrita bicolor, (sem nome conhecido em português)
- Nigrita fusconotus, (sem nome conhecido em português)
- Parmoptila woodhousei, (sem nome conhecido em português)
- Coccopygia melanotis, Bico-de-lacre-meridional
- Coccopygia quartinia, Bico-de-lacre-tropical
- Mandingoa nitidula, Pintadinha-verde
- Cryptospiza reichenovii, Asa-vermelha-de-mascarilha
- Estrilda perreini, Bico-de-lacre-de-cauda-preta
- Estrilda thomensis, Bico-de-lacre-santomense, Bico-de-lacre-cinzento-de-angola, NT
- Estrilda paludicola, Bico-de-lacre-cabeça-cinzenta
- Estrilda melpoda, (sem nome conhecido em português)
- Estrilda astrild angolensis, Bico-de-lacre-comum
- Estrilda atricapilla, Bico-de-lacre-de-cabeça-preta
- Estrilda erythronotos, Bico-de-lacre-de-faces-pretas
- Spermophaga haematina, (sem nome conhecido em português)
- Spermophaga ruficapilla, Tecelinho-de-cabeça-vermelha
- Pyrenestes ostrinus, Bico-grosso-de-barriga-preta
- Uraeginthus angolensis, Peito-celeste, Catuitui
- Uraeginthus bengalus, (sem nome conhecido em português)
- Granatina granatina, Monsenhor
- Euschistospiza cinereovinacea, Pintadinho-sombrio
- Hypargos niveoguttatus, Pintadinho-de-peito-vermelho
- Clytospiza monteiri, Pintadinho-castanho
- Pytilia melba, Maracachão-de-asa-verde
- Pytilia afra, Maracachão-de-asa-dourada
- Lagonosticta senegala, Granadeiro-de-bico-vermelho
- Lagonosticta nitidula, Peito-de-fogo-castanho
- Lagonosticta rubricata, Peito-de-fogo-de-bico-azul
- Lagonosticta landanae, Granadeiro-de-bico-pálido
- Lagonosticta rhodopareia, Granadeiro-de-jameson
- Amadina fasciata, Degolado
- Amadina erythrocephala, Degolado-de-cabeça-vermelha
- Sporaeginthus subflavus, Bico-de-lacre-de-peito-laranja
- Ortygospiza atricollis, (sem nome conhecido em português)
- Ortygospiza gabonensis, (sem nome conhecido em português)
- Ortygospiza fuscocrissa, Bico-de-lacre-codorniz
- Paludipasser locustella, Bico-de-lacre-gafanhoto
- Spermestes cucullatus, Freirinha-bronzeada
- Spermestes bicolor, (sem nome conhecido em português)
- Spermestes fringilloides, Freirinha-maior

Família Viduidae
- Vidua macroura, Viuvinha
- Vidua obtusa, Viúva-do-paraíso-de-cauda-larga
- Vidua paradisaea, Viúva-do-paraíso-oriental
- Vidua regia, Viúva-seta
- Vidua chalybeata, Bico-de-prata-do-senegal
- Vidua funerea, Viúva-negra
- Vidua purpurascens, Bico-de-prata-de-wilson
- Anomalospiza imberbis, Tecelão-parasita

Família Fringillidae
- Serinus mozambicus, Canario-de-testa-amarela
- Serinus flavivertex, (sem nome conhecido em português)
- Serinus canicollis, Canário-de-nuca-cinzenta
- Serinus citrinelloides, Canário-africano
- Serinus capistratus, (sem nome conhecido em português)
- Serinus atrogularis, Canário-de-garganta-preta
- Serinus sulphuratus, Canário-grande
- Serinus flaviventris, Canário-de-ventre-amarelo
- Serinus albogularis, Canário-de-garganta-branca
- Serinus burtoni, Canário-de-bico-grosso
- Serinus mennelli, Canário-de-mascarilha
- Serinus gularis, Canário-de-cabeça-estriada

Família Emberizidae
- Emberiza impetuani, Escrevedeira-cotovia
- Emberiza tahapisi, Escrevedeira-de-peito-canelado
- Emberiza capensis, Escrevedeira-do-cabo
- Emberiza flaviventris, Escrevedeira-de-peito-dourado
- Emberiza cabanisi, Escrevedeira-de-cabanis